# لنکا
لنکا ایدن کریپاچ (به انگلیسی: Lenka Eden Kripac؛ زادهٔ ۱۹ مارس ۱۹۷۸) خواننده-ترانه‌پرداز و بازیگر استرالیایی می‌باشد که بیشتر با ترانهٔ مشهورش «نمایش» از آلبوم نخست خود تحت عنوان لنکا شناخته می‌شود. «نمایش» در تبلیغات مختلفی استفاده شده است؛ به‌ویژه در آگهی برند اولد نیوی، همچنین در فیلم آنگوس تانگ و پرفکت اسنوگینگ محصول شبکهٔ نیکلودئون و فیلم مانیبال محصول سال ۲۰۱۱. همچنین تک‌آهنگ دیگری از او با نام «همه‌چیز یک‌باره» در تبلیغ تلویزیونی ویندوز ۸ و یک آگهی تجاری از دیزنی استودیو آل اکسس مورد استفاده قرار گرفته است.